# Distrito de Ollantaytambo
El distrito de Ollantaytambo es uno de los siete que conforman la provincia de Urubamba, ubicada en el departamento del Cuzco, en el sureste del Perú.

## Historia
El distrito fue creado mediante Ley del 2 de enero de 1857, dada en el gobierno del Presidente Ramón Castilla.  Su capital es el pueblo de Ollantaytambo

## Geografía
Abarca una superficie de 645,25 km² (44% de la superficie total de la provincia) con una población que supera los 11 000 habitantes.
Tiene un clima, con presencia de lluvias estacionales de verano (diciembre-marzo) y un clima frígido en invierno, con vientos de oeste a este, durante todo el año, siendo más intensos en los meses de julio a septiembre, la temperatura mínima de 11 a 15 °C y una máxima de 18 a 23 °C, durante todo el año.
El territorio presenta un relieve accidentado debido a la presencia de la cordillera de Urubamba, que da lugar a una configuración sumamente accidentada con tres pisos ecológicos bien marcados: puna, suni y valle.
- La parte del valle abarca aproximadamente 26 km², en la que reside más del 28% de la población, en tanto que la zona suni y puna posee un área de 122 km², y alberga al 72% de la población de todo el distrito.

- piso quechua abarca fundamentalmente la zona económica más desarrollada, que va desde los 2.600 a 2.800 m s. n. m. caracterizada por una agricultura comercial de cultivo intensivo basada en el monocultivo del maíz, que es cultivado hasta los 3.300 m s. n. m. Combinada con sistemas pecuarios basados en la cría de vacunos y de animales menores; hoy la actividad complementaria y expectante es el turismo.

- El piso suni abarca entre los 3.400 a 3.800 m s. n. m. donde se observan dos áreas agrícolas bastante diferenciadas, en la baja se cultiva maíz de secano, sin riego y en la parte alta se desarrolla el cultivo de tubérculos andinos y de cereales. La actividad agrícola está basada en la rotación de cultivos y terrenos en forma anual, con la complementación del pastoreo de ovinos.

## División administrativa
En su jurisdicción se encuentran 36 comunidades, anexos y la comunidad central de OLLANTA, Ollantaytambo está dividido en tres cuencas Pachar, Piso de valle y patacancha:
1.-cuenca piso de valle:Rumira,Cachiccata, Phiry, Tanccac, Chillca, Sillki, Camicancha, Primavera, Chillca, Palomar, Piscacucho,Mesqay-Qarpamayo-YAwar WAqaq, Chamana,Jhakas,Qhesqa-Chhallaq y Pampaqawana.
2.-cuenca Patacancha: Mandolista-Muris, Pallata, Patacancha, Huilloc, Rumira Sondormayo, Q'ellqanqa, Yanamayo y Th'astayoq.
3.-cuenca pachar:Pomatales y Pachar.

## Autoridades

### Municipales
- 2022 - 2026[1]
  - Alcalde: Paull F. Palma Herrera, de Somos Perú.
  - Regidores:

  1. Ronald Castillo Espinoza (Somos Perú)
  2. Irene Onton Pillco (Somos Perú)
  3. Feliciano Quispe Futuri (Somos Perú)
  4. Marizol Pereyra Ayala (Somos Perú)
  5. Carla Mendoza Canal  (Perú Libre)

Alcaldes anteriores
- 1996 - 1998: Guido Alarcón Martínez.
- 1999 - 2002: Benicio Ríos Ocsa.
- 2003 - 2006: David Canal Ontón.
- 2007 - 2010: Wilfredo Baca Sequeiros.
- 2011 - 2014: Rufino David Canal Onton
- 2015 - 2018: Elvis Richard Flores Farfán, del Movimiento Regional Tierra y Libertad.

### Policiales
- Comisario:

## Turismo
Para llegar a Ollantaytambo se toman cuatro vías: una por carretera asfaltada vía Cuzco, Chinchero y Urubamba; otra, la línea férrea que va camino a Machupicchu; otra vía de herradura o Qapaq Ñan viene desde Cuzco a Ollantaytambo, Machupicchu, Vilcabamba; y otra vía acuática a través del río Vilcanota, usando botes y kayak.
Asimismo se hallan varios restos arqueológicos incas, como el Santuario de Araccama (también conocido como La Fortaleza), la ciudadela de Pumamarka, las defensas de Choqana e Inkapintay, las canteras de Kachiqata, los depósitos de Pinkuylluna y Pachar, todos interconectados por caminos incas.

## Fútbol
| Clubes de fútbol | Clubes de fútbol     | Clubes de fútbol | Clubes de fútbol | Clubes de fútbol |
| --- | -------------------- | ---------------- | ---------------- | ---------------- |
| \| Nombre \| Fundación \| Estadio \| Liga \| \| ----------------- \| -------------------- \| ------------- \| --------- \| \| Deportivo Yawar's \| 30 de agosto de 1981 \| Orccohuaranca \| Copa Perú \| |                      |                  |                  |                  |
| Nombre | Fundación            | Estadio          | Liga             |                  |
| Deportivo Yawar's | 30 de agosto de 1981 | Orccohuaranca    | Copa Perú        |                  |